# Rottboellia paradoxa
Espèce
Rottboellia paradoxa est une espèce de plantes monocotylédones de la famille des Poaceae, 
sous-famille des Panicoideae, originaire des régions tropicales de l'Asie.
Ce sont des plantes herbacées vivaces aux tiges (chaumes) dressées pouvant atteindre 170 cm de long. L'inflorescence est composée de racèmes.